# Perunica
Perunica (nach dem altslawischen Gewittergott Perun) ist die Bezeichnung für einen Terran bzw. einen Kleinstkontinent, eine Landmasse in der Erdgeschichte. Er entspricht heute ungefähr Böhmen und den angrenzenden Mittelgebirgen in Bayern und Österreich. 

## Geschichte

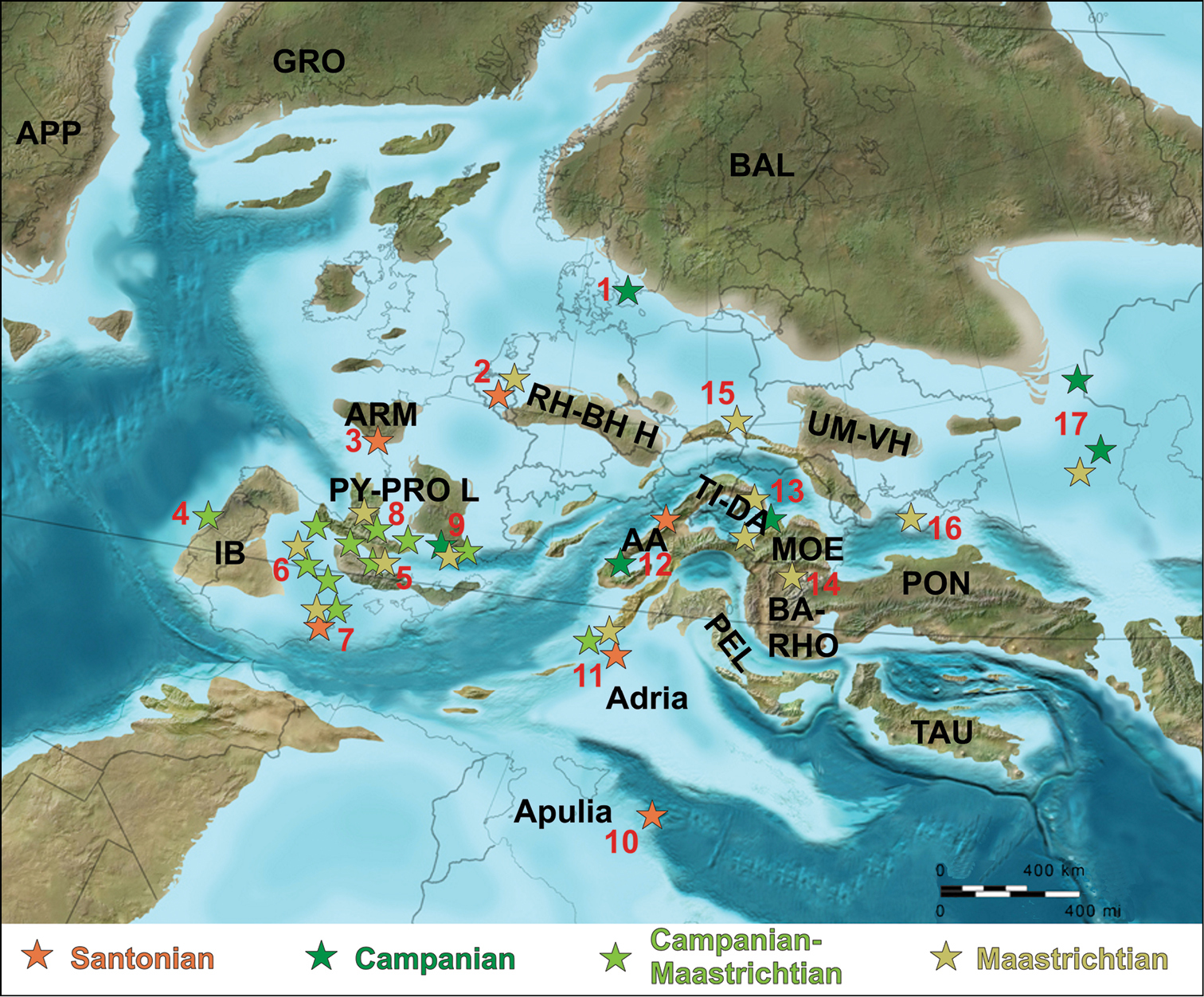
Der Europäische Archipel während der Kreidezeit, die Böhmische Masse bildet mit der Rheinischen Masse eine Insel, hier mit der Abkürzung RH-BHH

Die kambrischen Faunen weisen noch eindeutig auf eine Nähe Perunicas zur Armorica-Terrangruppe und Gondwana hin.
Im Ordovizium deuten allerdings die paläomagnetischen Daten und die Faunen darauf hin, dass sich Perunica im Unterordovizium von Großkontinent Gondwana gelöst hatte und eine zunächst von den übrigen Armorica-Terranen unabhängige Wanderung nach Norden auf Baltica zu begann. Nach einer Faunenanalyse war Perunica im Katium/Sandbium (tieferes Oberordovizium) am meisten isoliert; es kann daher zu dieser Zeit nicht Teil Gondwanas und der Armorica-Terrangruppe gewesen sein, die in dieser Zeit noch zusammenhingen. Im Devon kollidierte die Armorica-Gruppe mit Krustenblöcken, die vom Südrand Laurussias abgebrochen waren. Im Oberkarbon wurde Perunica zusammen mit der Armorica-Terrangruppe in der Variszischen Orogenese mit Laurussia verschmolzen.
Mit dem Auseinanderbrechen Pangäas am Beginn des Mesozoikums erschien der Terran wieder als selbständige Einheit und bildete mit den umgebenden Terranen abwechselnd verschiedene Halbinseln und Inseln, die von Flachmeeren (Jurameer) und Tiefseegräben (Penninischer Ozean) umgeben waren, die zum Thetysmeer gehörten. Im Paläogen wurde der Terran mit der alpinen Faltung endgültig in den Eurasischen Kontinent eingebunden.